# Louzes
Louzes är en kommun i departementet Sarthe i regionen Pays de la Loire i nordvästra Frankrike. Kommunen ligger i kantonen La Fresnaye-sur-Chédouet som tillhör arrondissementet Mamers. År 2022 hade Louzes 104 invånare.

## Befolkningsutveckling
Antalet invånare i kommunen Louzes
| Referens: INSEE |